# Championnats pan-pacifiques 1999
Navigation
Édition précédente Édition suivante
La huitième édition des championnats pan-pacifiques s'est déroulée du 22 au 29 août 1999 dans l'Aquatic Centre de Sydney (Australie).

## Bilan
En grande partie grâce à la confirmation de l'avènement de Ian Thorpe sacré à quatre reprises pendant ces championnats, l'Australie termine au premier rang du tableau des médailles. Avec 32 médailles, les nageurs aussies devancent les représentants américains malgré un nombre similaire de médailles d'or (la différence s'est faite au nombre de médailles d'argent).

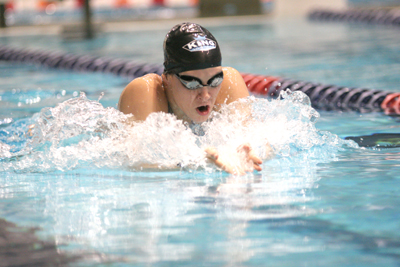
L'Américaine Megan Quann, sacrée rookie des championnats.

Après la semaine de compétition, plusieurs prix sont décernés pour récompenser les meilleurs nageurs de cette édition :
- l'Américaine Megan Quann est désignée rookie des championnats grâce à sa deuxième place sur le 100 m brasse.
- l'Australien Ian Thorpe est désigné nageur des championnats grâce à son succès sur le 400 m nage libre.
- la Sud-Africaine Penny Heyns est désignée nageuse des championnats grâce à sa victoire sur le 200 m brasse.

## Tableau des médailles
| Rang | Nation         | Or | Argent | Bronze | Total |
| ---- | -------------- | -- | ------ | ------ | ----- |
| 1    | Australie      | 13 | 13     | 6      | 32    |
| 2    | États-Unis     | 13 | 10     | 12     | 35    |
| 3    | Afrique du Sud | 3  | 1      | 4      | 8     |
| 4    | Canada         | 2  | 4      | 5      | 11    |
| 5    | Japon          | 2  | 3      | 4      | 9     |
| 6    | Costa Rica     | 0  | 0      | 1      | 1     |

## Podiums

### Hommes
| Épreuves           | Or                                                            | Or               | Argent                                                         | Argent         | Bronze                                                            | Bronze         |
| ------------------ | ------------------------------------------------------------- | ---------------- | -------------------------------------------------------------- | -------------- | ----------------------------------------------------------------- | -------------- |
| Nage libre         |                                                               |                  |                                                                |                |                                                                   |                |
| 50 m               | Brendon Dedekind                                              | 22 s 06          | Gary Hall Jr.                                                  | 22 s 26        | Bill Pilczuk                                                      | 22 s 52        |
| 100 m              | Michael Klim                                                  | 48 s 98          | Neil Walker                                                    | 49 s 17        | Chris Fydler                                                      | 49 s 42        |
| 200 m              | Ian Thorpe                                                    | 1 min 46 s 00 RM | Michael Klim                                                   | 1 min 47 s 40  | Ryk Neethling                                                     | 1 min 48 s 17  |
| 400 m              | Ian Thorpe                                                    | 3 min 41 s 83 RM | Grant Hackett                                                  | 3 min 46 s 02  | Ryk Neethling                                                     | 3 min 46 s 31  |
| 1 500 m            | Grant Hackett                                                 | 14 min 45 s 60   | Ryk Neethling                                                  | 15 min 02 s 40 | Chris Thompson                                                    | 15 min 04 s 68 |
| Dos                |                                                               |                  |                                                                |                |                                                                   |                |
| 100 m              | Lenny Krayzelburg                                             | 53 s 60 RM       | Matt Welsh                                                     | 55 s 13        | Josh Watson                                                       | 55 s 18        |
| 200 m              | Lenny Krayzelburg                                             | 1 min 55 s 87 RM | Ray Hass                                                       | 1 min 59 s 87  | Cameron Delaney                                                   | 1 min 59 s 98  |
| Brasse             |                                                               |                  |                                                                |                |                                                                   |                |
| 100 m              | Simon Cowley                                                  | 1 min 02 s 06    | Regan Harrison                                                 | 1 min 02 s 26  | Morgan Knabe                                                      | 1 min 02 s 37  |
| 200 m              | Simon Cowley                                                  | 2 min 12 s 98    | Tom Wilkens                                                    | 2 min 13 s 97  | Terence Parkin                                                    | 2 min 14 s 12  |
| Papillon           |                                                               |                  |                                                                |                |                                                                   |                |
| 100 m              | Michael Klim                                                  | 52 s 49          | Geoff Huegill                                                  | 52 s 51        | Takashi Yamamoto                                                  | 52 s 93        |
| 200 m              | Tom Malchow                                                   | 1 min 55 s 41    | Takashi Yamamoto                                               | 1 min 57 s 33  | Ugur Taner                                                        | 1 min 57 s 82  |
| 4 nages            |                                                               |                  |                                                                |                |                                                                   |                |
| 200 m              | Tom Wilkens                                                   | 2 min 01 s 01    | Curtis Myden                                                   | 2 min 01 s 64  | Matthew Dunn                                                      | 2 min 01 s 86  |
| 400 m              | Matthew Dunn                                                  | 4 min 16 s 54    | Curtis Myden                                                   | 4 min 16 s 77  | Tom Wilkens                                                       | 4 min 18 s 58  |
| Relais             |                                                               |                  |                                                                |                |                                                                   |                |
| 4x100 m nage libre | Australie Michael Klim Jeff English Chris Fydler Ian Thorpe   | 3 min 16 s 08    | États-Unis Bryan Jones Josh Davis Neil Walker Jason Lezak      | 3 min 16 s 81  | Canada Yannick Lupien Craig Hutchison Jake Steele Graham Duthie   | 3 min 20 s 73  |
| 4x200 m nage libre | Australie Ian Thorpe Bill Kirby Grant Hackett Michael Klim    | 7 min 08 s 79 RM | États-Unis Chad Carvin Josh Davis Tom Malchow Ugur Taner       | 7 min 16 s 66  | Canada Mark Johnston Rick Say Yannick Lupien Brian Johns          | 7 min 23 s 26  |
| 4x100 m 4 nages    | États-Unis Lenny Krayzelburg Kurt Grote Dod Wales Neil Walker | 3 min 36 s 37    | Canada Mark Versfeld Morgan Knabe Mike Mintenko Yannick Lupien | 3 min 40 s 18  | Japon Atsushi Nishikori Ryosuke Imai Takashi Yamamoto Shusuke Ito | 3 min 40 s 21  |

### Femmes
| Épreuves           | Or                                                                          | Or               | Argent                                                        | Argent        | Bronze                                                             | Bronze        |
| ------------------ | --------------------------------------------------------------------------- | ---------------- | ------------------------------------------------------------- | ------------- | ------------------------------------------------------------------ | ------------- |
| Nage libre         |                                                                             |                  |                                                               |               |                                                                    |               |
| 50 m               | Jenny Thompson                                                              | 25 s 51          | Sarah Ryan                                                    | 25 s 95       | Liesl Kolbisen                                                     | 25 s 97       |
| 100 m              | Jenny Thompson                                                              | 54 s 89          | Sarah Ryan                                                    | 55 s 58       | Rebecca Creedy                                                     | 55 s 90       |
| 200 m              | Susie O'Neill                                                               | 1 min 58 s 17    | Lindsay Benko                                                 | 1 min 59 s 60 | Ellen Stonebraker                                                  | 2 min 00 s 46 |
| 400 m              | Brooke Bennett                                                              | 4 min 08 s 39    | Lindsay Benko                                                 | 4 min 08 s 75 | Claudia Poll                                                       | 4 min 11 s 53 |
| 800 m              | Brooke Bennett                                                              | 8 min 25 s 06    | Rachel Harris                                                 | 8 min 37 s 23 | Ellen Stonebraker                                                  | 8 min 40 s 39 |
| Dos                |                                                                             |                  |                                                               |               |                                                                    |               |
| 100 m              | Dyana Calub Mai Nakamura                                                    | 1 min 01 s 51    | -                                                             | -             | Barbara Bedford                                                    | 1 min 01 s 76 |
| 200 m              | Tomoko Hagiwara                                                             | 2 min 11 s 36    | Miki Nakao                                                    | 2 min 11 s 41 | Lindsay Benko                                                      | 2 min 13 s 51 |
| Brasse             |                                                                             |                  |                                                               |               |                                                                    |               |
| 100 m              | Penny Heyns                                                                 | 1 min 07 s 08    | Megan Quann                                                   | 1 min 08 s 54 | Kristy Kowal                                                       | 1 min 08 s 56 |
| 200 m              | Penny Heyns                                                                 | 2 min 23 s 64 RM | Kristy Kowal                                                  | 2 min 25 s 52 | Sarah Poewe                                                        | 2 min 25 s 90 |
| Papillon           |                                                                             |                  |                                                               |               |                                                                    |               |
| 100 m              | Jenny Thompson                                                              | 57 s 88 RM       | Susie O'Neill                                                 | 59 s 07       | Ayari Aoyama                                                       | 59 s 58       |
| 200 m              | Susie O'Neill                                                               | 2 min 06 s 60    | Jessica Deglau                                                | 2 min 10 s 27 | Misty Hyman                                                        | 2 min 10 s 40 |
| 4 nages            |                                                                             |                  |                                                               |               |                                                                    |               |
| 200 m              | Joanne Malar                                                                | 2 min 13 s 63    | Cristina Teuscher                                             | 2 min 14 s 31 | Elli Overton                                                       | 2 min 14 s 51 |
| 400 m              | Joanne Malar                                                                | 4 min 40 s 23    | Yasuko Tajima                                                 | 4 min 40 s 56 | Cristina Teuscher                                                  | 4 min 41 s 21 |
| Relais             |                                                                             |                  |                                                               |               |                                                                    |               |
| 4x100 m nage libre | États-Unis Liesl Kolbisen Richelle Fox Lindsay Benko Jenny Thompson         | 3 min 41 s 86    | Australie Sarah Ryan Lori Munz Rebecca Creedy Susie O'Neill   | 3 min 42 s 69 | Canada Jessica Deglau Marianne Limpert Anna Lydall Laura Nicholls  | 3 min 44 s 50 |
| 4x200 m nage libre | États-Unis Lindsay Benko Ellen Stonebraker Jenny Thompson Cristina Teuscher | 7 min 57 s 61    | Australie Giaan Rooney Rebecca Creedy Lori Munz Susie O'Neill | 8 min 00 s 67 | Canada Jessica Deglau Joanne Malar Marianne Limpert Laura Nicholls | 8 min 06 s 86 |
| 4x100 m 4 nages    | États-Unis Barbara Bedford Megan Quann Jenny Thompson Liesl Kolbisen        | 4 min 03 s 09    | Australie Dyana Calub Samantha Riley Susie O'Neill Sarah Ryan | 4 min 05 s 74 | Japon Mai Nakamura Masami Tanaka Ayari Aoyama Suzu Chiba           | 4 min 07 s 14 |